# 国際バイアスロン連合
国際バイアスロン連合（英語: International Biathlon Union、略称:IBU）は、バイアスロンの国際競技連盟であり、本部は、オーストリア・ザルツブルクにある。

## 歴史
IBUは、1993年7月2日に設立。それまでは、1953年から1993年の分離まで､国際近代五種・バイアスロン連合（UIPMB）が存在していた。それを国際近代五種連合とともに分離のちに設立された。テレビ中継の放送権はすべてユーロビジョン・ネットワーク（欧州放送連合）が独占契約を結んでいる。

## 主催大会
- バイアスロン世界選手権
- バイアスロン世界ジュニア選手権
- オリンピック
- バイアスロン・ワールドカップ
- IBUカップ
- バイアスロン欧州選手権